# Nadezhda Teffi
Teffi en ruso: Тэ́ффи, (San Petersburgo, 21 de mayo de 1872, París, 6 de octubre de 1952) fue una escritora rusa. Teffi era el seudónimo de Nadezhda Aleksándrovna Lojvítskaya (Наде́жда Алекса́ндровна Лoхви́цкая), que después de su matrimonio tuvo por nombre Nadezhda Aleksándrovna Buchínskaya (Бучи́нская). Junto con Arkadi Avérchenko fue una de las autoras más destacadas de la revista Satirikón. Su año de nacimiento se informa de diversas maneras, según las fuentes, en el rango de 1871 a 1876, y los hallazgos más recientes sugieren mayo de 1872 como la fecha más probable. La hermana de Teffi, Mirra Lojvítskaya (1869-1905), fue una notable poeta rusa.

## Biografía
Teffi nació en una familia de la nobleza. Su padre, abogado y erudito, fue una persona destacada en la sociedad de San Petersburgo. Su madre era de ascendencia francesa, amante de la poesía y familiarizada con la literatura rusa y europea. Teffi se introdujo por primera vez en la literatura cuando, de niña, leyó Infancia y Adolescencia de León Tolstói y los libros de ficción de Aleksandr Pushkin. Su primera obra de poesía publicada apareció en el semanario Séver (Norte) en 1901 con su nombre completo. En 1905, se publicó su primera historia, El día pasó, en la revista Niva (Campo), también con su nombre completo. Lo escribió en 1904 y lo envió por primera vez a la revista El mundo de Dios, que lo rechazó. En los años que rodearon la Revolución rusa de 1905 publicó historias con connotaciones políticas contra el gobierno zarista.
En una respuesta a un cuestionario dado a escritores en 1911, Teffi dijo lo siguiente sobre su obra literaria inicial:

El elemento de observación dominó mi fantasía. Me gustaba dibujar caricaturas y escribir versos satíricos. Mi primer trabajo publicado fue escrito bajo la influencia de Antón Chéjov.

Teffi se casó con Vladislav Buchinski, un abogado y juez polaco, pero se separaron en 1900. Tuvieron dos hijas y un hijo juntos. Fue colaboradora de la primera revista bolchevique Nóvaya zhizh (Vida nueva), cuyo consejo editorial incluía a escritores como Maksim Gorki y Zinaída Guipius. Su mejor trabajo apareció en la revista Satirikón y en el popular periódico Rússkoie slovo (La palabra rusa). En Rusia, publicó muchas colecciones de poesía, cuentos, y varias obras de teatro de un solo acto. Usó por primera vez el seudónimo "Teffi" con la publicación en 1907 de su obra de teatro en un acto La cuestión femenina. Ella proporcionó dos explicaciones diferentes del uso del nombre Teffi; en una de sus explicaciones, dijo que se le ocurrió por un amigo cuyo sirviente se llamaba "Steffi", en la otra explicación, dijo que provenía de la rima inglesa "Taffy era un galés / Taffy era un ladrón".

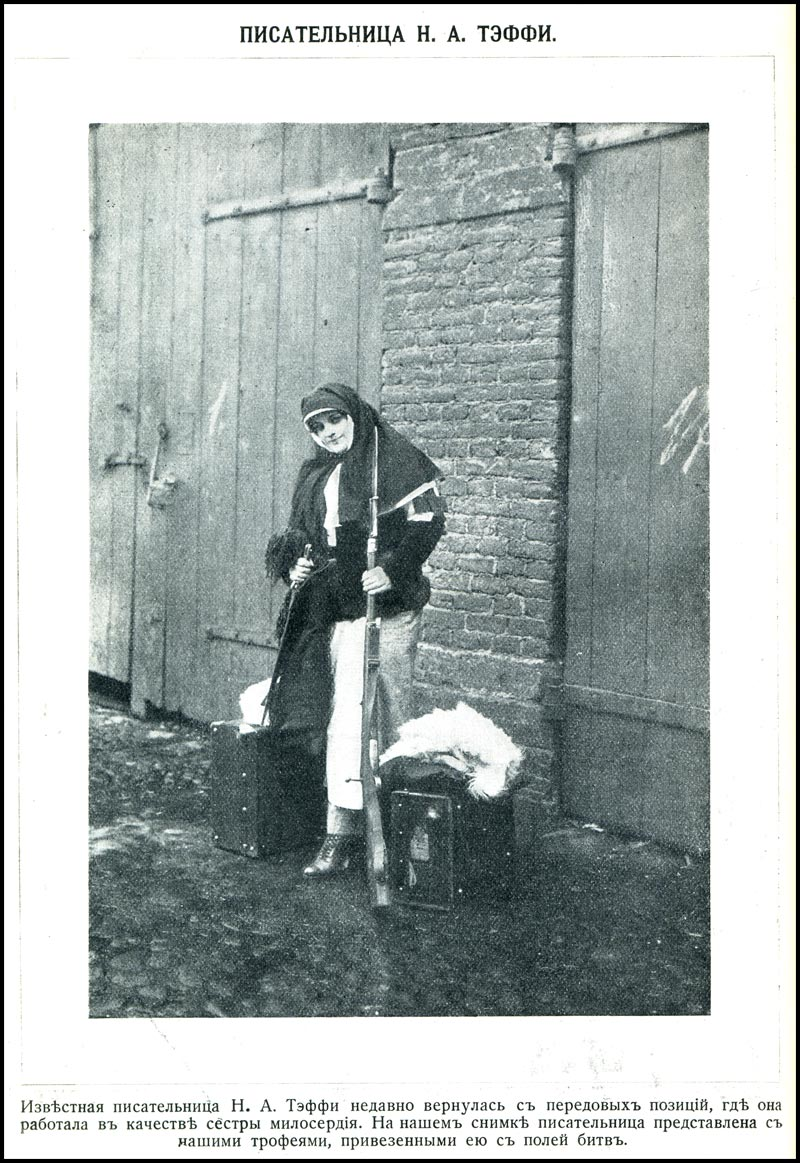
Teffi durante la Primera Guerra Mundial.

Inicialmente partidaria de la Revolución de Octubre, rápidamente se desencantó de los bolcheviques y en 1919 abandonó San Petersburgo y, con el pretexto de una gira teatral, viajó con un grupo de actores por Rusia y Ucrania hasta llegar a un lugar seguro en Estambul. En 1920, se instaló en París y comenzó a publicar sus trabajos en los periódicos rusos allí. En el exilio, escribió un vívido relato de su salida de Rusia a través del caos de la Guerra civil rusa (Memorias, 1928-1930) y publicó varias colecciones de cuentos y poemas y su única novela corta (póvest) Una relación aventuresca (1931). La crítica Anastasía Chebotarévskaya comparó las historias de Teffi, que dijo eran "muy benévolas en su tono elegíaco y profundamente humanitarias en sus actitudes", con las mejores historias de Antón Chéjov. Teffi está enterrada en el cementerio ruso de Sainte-Geneviève-des-Bois en Francia.

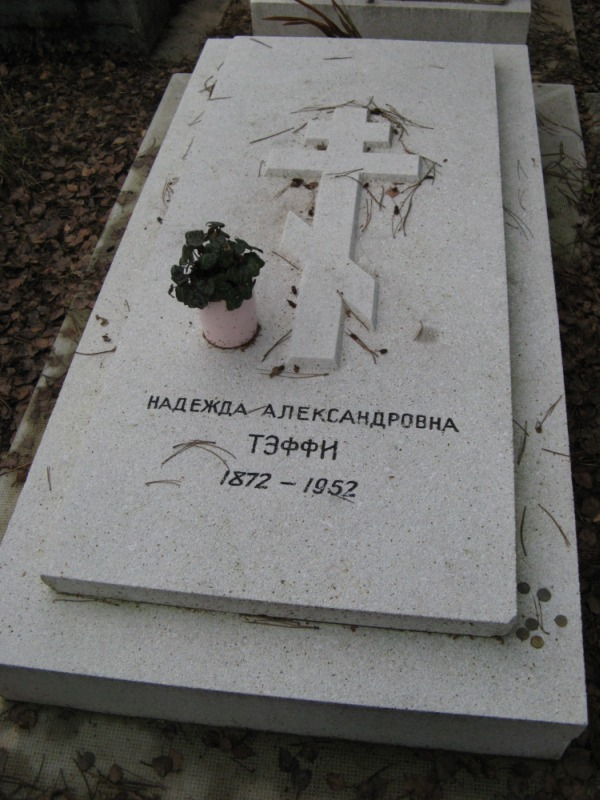
Lápida de Teffi

En 2018, se publicó la biografía de Edythe Haber sobre Teffi, la primera obra de este tipo en cualquier idioma.

## Traducciones inglesas
- A Modest Talent y Diamond Dust (obras de teatro en un acto) y Talent (historia), de A Russian Cultural Revival, University of Tennessee Press, 1981.
- Todo sobre el amor (colección de cuentos), Ardis Publishers, 1985.
- The Woman Question (obra de teatro en un acto) y Walled Up (historia), de An Anthology of Russian Women's Writing, Oxford, 1994.
- Tiempo (historia), de The Portable Twentieth Century Reader, Penguin Classics, 2003.
- Amor y un viaje familiar (historias), de Historias rusas de Pushkin a Buida, Penguin Classics, 2005.
- When the Crayfish Whistled: A Christmas Horror, A Little Fairy Tale, Baba Yaga (texto de un libro de imágenes), The Dog y Baba Yaga (ensayo), de Russian Magic Tales from Pushkin to Platonov, Penguin Classics, 2012.
- Subtly Worded (historias), Pushkin Press, 2014.[5]
- Tolstoy, Rasputin, Others, and Me: The best of Teffi (colección de historias), New York Review Books, 2016: publicado simultáneamente en el Reino Unido por Pushkin Press como Rasputin and Other Ironies .
- Memories: From Moscow to the Black Sea (memorias del viaje al exilio de 1918-20), New York Review Books, 2016: publicado simultáneamente en el Reino Unido por Pushkin Press.

## Traducciones alemanas
- Teffy alias Nadeshda Lochwizkaja: Champagner aus Teetassen: meine letzten Tage en Russland , Aus dem Russ. von Ganna-Maria Braungardt, Berlín: Aufbau, 2014,ISBN 978-3-351-03412-2